# 高常賢
高 常賢（こう じょうけん、朝鮮語: 고상현、生没年不詳）は、漢王朝の武帝が紀元前108年に朝鮮半島に設置した植民地である楽浪郡の嶺東七県の1つである沃沮県の県長。楽浪郡の郡治に土着化した漢人とみられる。

## 概要
1961年、平壌の楽浪古墳群の梧野里の木槨墳から、「夫租長印」という文字が彫られた銀印が出土し、木槨のなかに2つの木棺があり、西側は女性であり、北側に漆器、瓦器があり、西側の空間に鏡、馬面、馬鈴、弩機、車馬具、黒漆器などがあり、木棺内は細形銅剣があった。「高常賢印」という印文の銀印も出土した。
銀印を死後の世界に携えた高常賢の勢威には目を見張るものがある。